# 東川崎站
東川崎站（日语：／ Higashi-Kawasaki eki */?）是位於福岡縣田川郡川崎町東川崎，九州旅客鐵道（JR九州）上山田線的鐵路車站（廢站）。

## 歷史
- 1966年（昭和41年）3月10日：上山田線上山田站至豐前川崎站之間開通，此站啟用[1]。當時為客運車站和無人車站][2]。
- 1987年（昭和62年）4月1日：因國鐵分割民營化，此站成為九州旅客鐵道的車站[1]。
- 1988年（昭和63年）9月1日：隨著上山田線全線廢除，此站也被廢除[1]。

## 車站構造
此站為地面車站，設有1面1線的單式月台。此站沒有站舍，在月台上設有上蓋。另外，此站在啟用當初已經是無人車站。

## 車站周邊
- 福岡縣立川崎養護學校 (現時：福岡縣立川崎特別支援學校)
- 福岡縣道67號田川桑野線（日语：福岡県道67号田川桑野線）
- 福岡縣道423號川崎豬國線

## 相鄰車站
九州旅客鐵道（JR九州）
上山田線
真崎－東川崎－豐前川崎

## 注腳
1. 1 2 3 4 5  石野哲 (编).  初版. JTB. 1998-10-01: 804. ISBN 978-4-533-02980-6 （日语）.
2. ↑  . 鐵道公報 (日本國有鐵道總裁室文書課). 1966-02-24: 2–3.

## 相關項目
- 日本鐵路車站列表 Hi